# Bréal-sous-Vitré
Bréal-sous-Vitré (en bretó Breal-Gwitreg) és un municipi francès, situat a la regió de Bretanya, al departament d'Ille i Vilaine. L'any 2006 tenia 634 habitants.

## Demografia
| 1962                                       | 1968 | 1975 | 1982 | 1990 | 1999 |
| ------------------------------------------ | ---- | ---- | ---- | ---- | ---- |
| 418                                        | 424  | 407  | 409  | 496  | 530  |
| Des de 1962: població sense dobles comptes |      |      |      |      |      |

## Administració
| Període   | Identitat       | Partit |
| --------- | --------------- | ------ |
| 2001-2008 | Joseph Fontaine |        |
| 2008-     | Pascale Cartron |        |